# 降旗徳弥

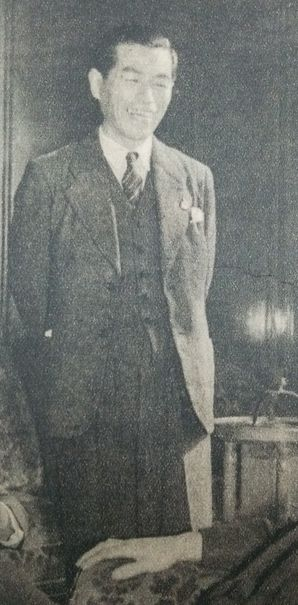
1948年

降旗 徳弥（ふるはた とくや、旧字体：降󠄁旗 德彌、1898年（明治31年）9月18日 - 1995年（平成7年）9月5日）は、日本の政治家、実業家。信濃日報社長、信越放送取締役、長野放送社長、衆議院議員、第2次吉田内閣の逓信大臣、松本市長などを歴任した。松本市名誉市民。映画監督の降旗康男は三男。

## 経歴
降旗元太郎、令子の長男として長野県東筑摩郡本郷村（現在の松本市）に生まれる。父元太郎は、立憲民政党の長老で、衆議院議員を11期務めた。
旧制松本中学（現：長野県松本深志高等学校）を経て、1923年（大正12年）早稲田大学商学部を卒業する。松本中学時代の同級生に吉田茂内閣で労働大臣、官房長官、民主自由党幹事長を歴任した増田甲子七がいる。大学卒業後、大阪毛織に就職するが、1931年（昭和6年）に父元太郎が亡くなり、多額の借財が残る。降旗は大阪毛織を退職し、父が社長を務めていた信濃日報に入り副社長として負債の整理に当たる。
1935年（昭和10年）負債の処理が一段落し、長野県会議員選挙に立候補し当選する。降旗は長野県議会の若手議員のホープとして注目を集める。1939年（昭和14年）長野県は天候不順がたたって、凶作となった。長野県は農業保険を産業組合（現在の農業協同組合）に実施させるとともに、国家総動員体制の中に産業組合を組み込むことを目論んだ。これに対して、降旗は他の古参県会議員らと養蚕業日本一といわれた長野県においては、養蚕実行組合が存在するにもかかわらずこれに何ら関与させないとは何事かと時の富田健治長野県知事（後の近衛内閣内閣書記官長）に抗議を申し入れた。富田知事は、降旗らの要請に養蚕実行組合についても農業保険制度の資格を付与できることとした。しかし、同年の県会議員選挙では、選挙干渉によって落選する。1942年（昭和17年）県議補欠選挙に無投票当選する。
1946年（昭和21年）第22回衆議院議員総選挙に旧長野全県区（大選挙区、定員14人）から日本進歩党公認で立候補し4万7374票を獲得し、12位で当選する。選挙後、進歩党総裁に就任した幣原喜重郎首相の秘書官となる。しかし、進歩党は間もなく民主党に衣替えする。降旗は斎藤隆夫らと幣原を新総裁に推薦したが、犬養健、楢橋渡さらに青年将校と称された川崎秀二、中曽根康弘、桜内義雄らは芦田均を擁立し投票で芦田が民主党総裁に選出された。この総裁選挙がもとで民主党内は芦田派と降旗ら幣原派に割れる。1947年（昭和22年）第23回衆議院議員総選挙の結果、日本社会党、民主党、国民協同党の三党連立による片山内閣が成立德し、石炭国管法案をめぐり、民主党は芦田派が賛成、幣原派が反対を主張する。同年11月20日の本会議で野党側の自由党が提出した散会動議に降旗は賛成票を投じ、民主党を除名される。この降旗の除名がきっかけとなり、幣原派20名は、石炭国管法案の採決に際し、本会議で反対票を投じた。民主党執行部は、造反した幣原、原健三郎、根本龍太郎、田中角栄らを除名処分、離党勧告処分にし、彼らは脱党し同志クラブを結成した。1948年（昭和23年）3月、民主クラブ（同志クラブが改称）は日本自由党と合同し、民主自由党を結成する。降旗は副幹事長に就任する。
1948年（昭和23年）昭和電工疑獄事件で芦田内閣が倒れると、第2次吉田内閣が成立する。降旗は、逓信大臣として入閣する。同級生の増田甲子七も労働大臣として入閣し、新聞は同級生揃って入閣と報じた。逓信大臣として在任4か月であったが、その間、逓信省を郵政省と電気通信省（後に電電公社）に分割した。また、1940年（昭和15年）に取り扱い中止となった、お年玉つき年賀はがきを復活させている。
選挙区の旧長野4区は降旗のほか、増田甲子七、植原悦二郎（第1次吉田内閣国務相、内相）と大物ぞろいの激戦区で、降旗も1952年（昭和27年）、1955年（昭和30年）の総選挙でそれぞれ落選している。落選中の1957年（昭和32年）に松本市長選挙に立候補し当選した。通算3期務める。第11代全国市長会長にも選出され、松本、諏訪地区の新産業都市指定や松本空港開港などの実績を残した。1961年（昭和36年）には全日本花いっぱい連盟の会長を引き受けた。
1957年に松本市長選で初当選と同時に信越放送の取締役に就任したが（※ 信越放送では創立当時長野県と主要自治体の出資を得ていたため県知事・主要市長（＝長野市・松本市・上田市・岡谷市・飯田市・新潟県高田市（現・上越市）））・県の市長会・町村会の長を取締役に据えていた。現在はない。）1968年に長野放送が創立され初代社長に就任すると同時に辞任。1969年の市長選挙に立候補したが落選し、これを機に政界を引退。以降長野放送社長となり1980年までつとめた。
早稲田大学評議員や長野県松本深志高等学校同窓会長を務めた。1995年9月5日死去。96歳。

## 国政選挙歴
- 第22回衆議院議員総選挙（長野県全県区、1946年4月、日本進歩党公認）当選[21]
- 第23回衆議院議員総選挙（長野県第4区、1947年4月、民主党公認）当選[22]
- 第24回衆議院議員総選挙（長野県第4区、1949年1月、民主自由党公認）当選[23]
- 第25回衆議院議員総選挙（長野県第4区、1952年10月、自由党公認）落選[23]
- 第26回衆議院議員総選挙（長野県第4区、1953年4月、吉田自由党公認）当選[24]
- 第27回衆議院議員総選挙（長野県第4区、1955年2月、自由党公認）落選[24]

## 著作
- 『井戸塀二代 : 降旗徳弥回想録』「井戸塀二代」刊行会、1991年。